# SK Djerv 1919
SK Djerv 1919 är en fotbollsklubb i Haugesund, Norge. Den startades 1919 och spelade 1988 i Norges högsta division, men åkte ur efter att ha satt nytt rekord för flest antal bollar i baken. I norska cupmästerskapet 1986 spelade man semifinal mot Tromsø IL.
1992 snackades det om att slå samman klubben med SK Haugar och SK Vard Haugesund på initiativ av Djrev, men det blev av först 1993, då SK Djrev 1919 och SK Haugar gick samman för att bilda FK Haugesund.
SK Djerv 1919 fortsatte spela i lägre divisioner.
Klubbens namn kommer av att den bildades 1919, och lades till för att inte förväxlas med SK Djerv i Bergen.

### Fotnoter
1. ↑  ”Norwegian first division 1988” (på engelska). RSSSF Norway. http://www.rsssf.no/1988/First.html. Läst 29 september 2017.